# Noise rock
Noise rock je hudební rockový směr, který má svůj původ v osmdesátých letech 20. století. Klasickým představitelem noise rocku může The Velvet Underground. Z novějších skupin pak vyniká např. Sonic Youth, Babar a celá řada dalších kapel tehdejšího newyorského undergroundového hudebního proudu, který se označuje jako No Wave.

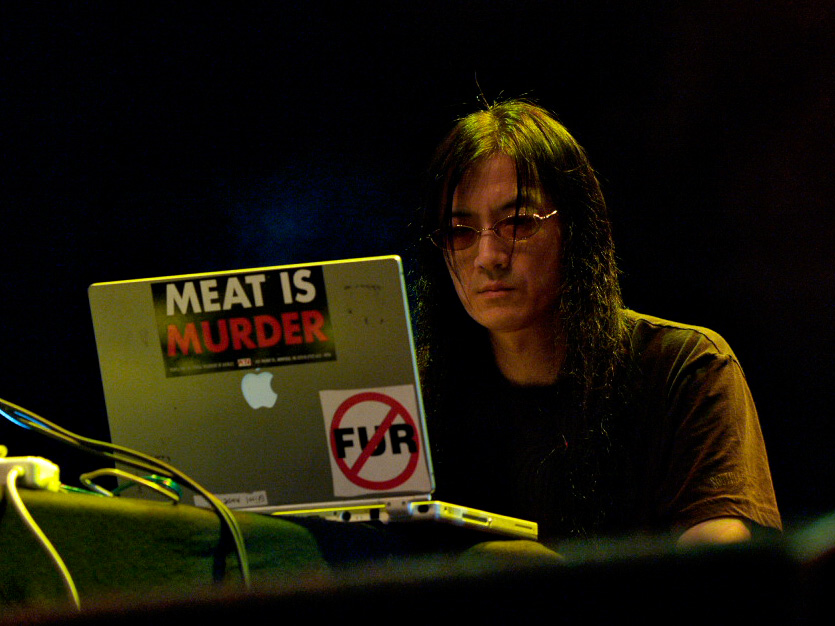
Merzbow
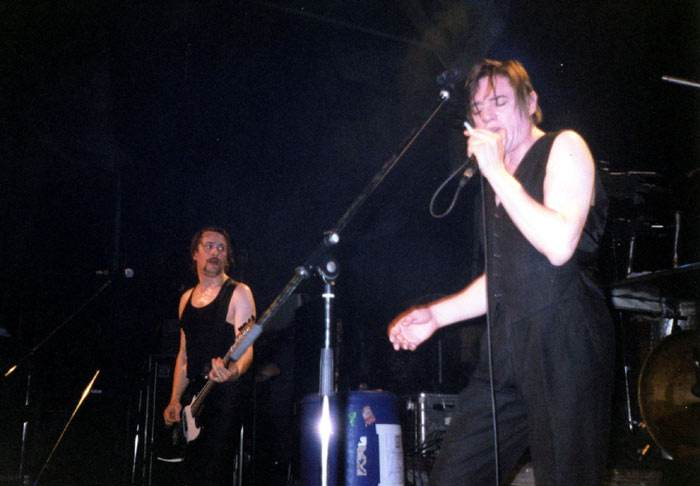
Einstürzende Neubauten
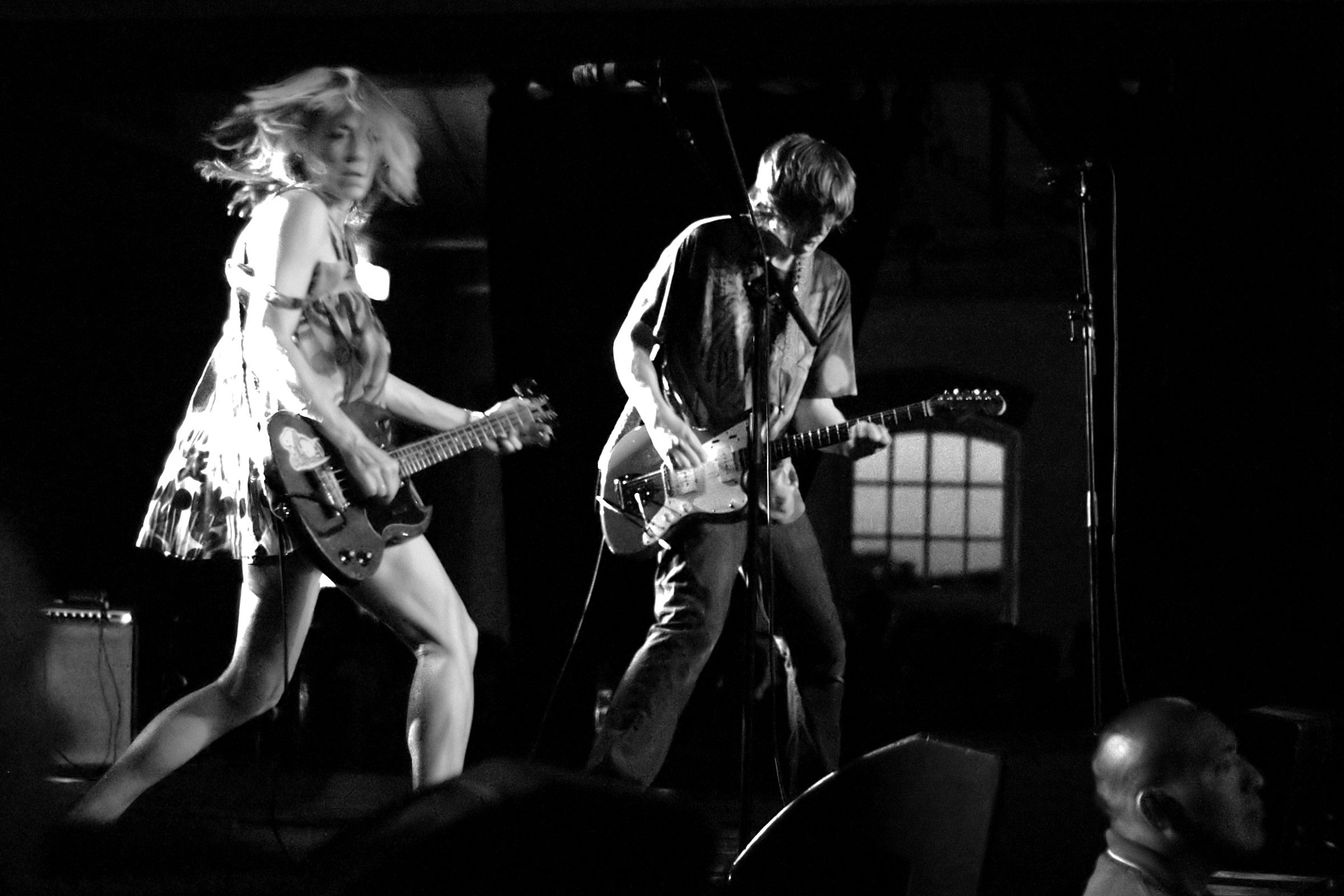
Sonic Youth
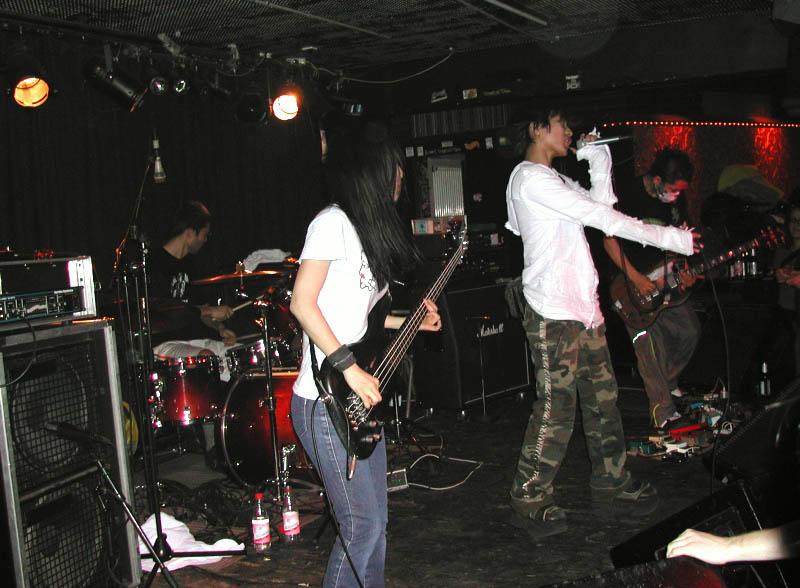
Melt Banana
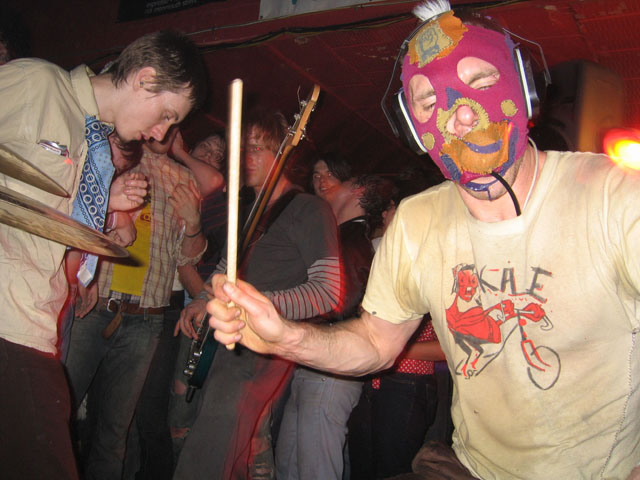
Lightning Bolt
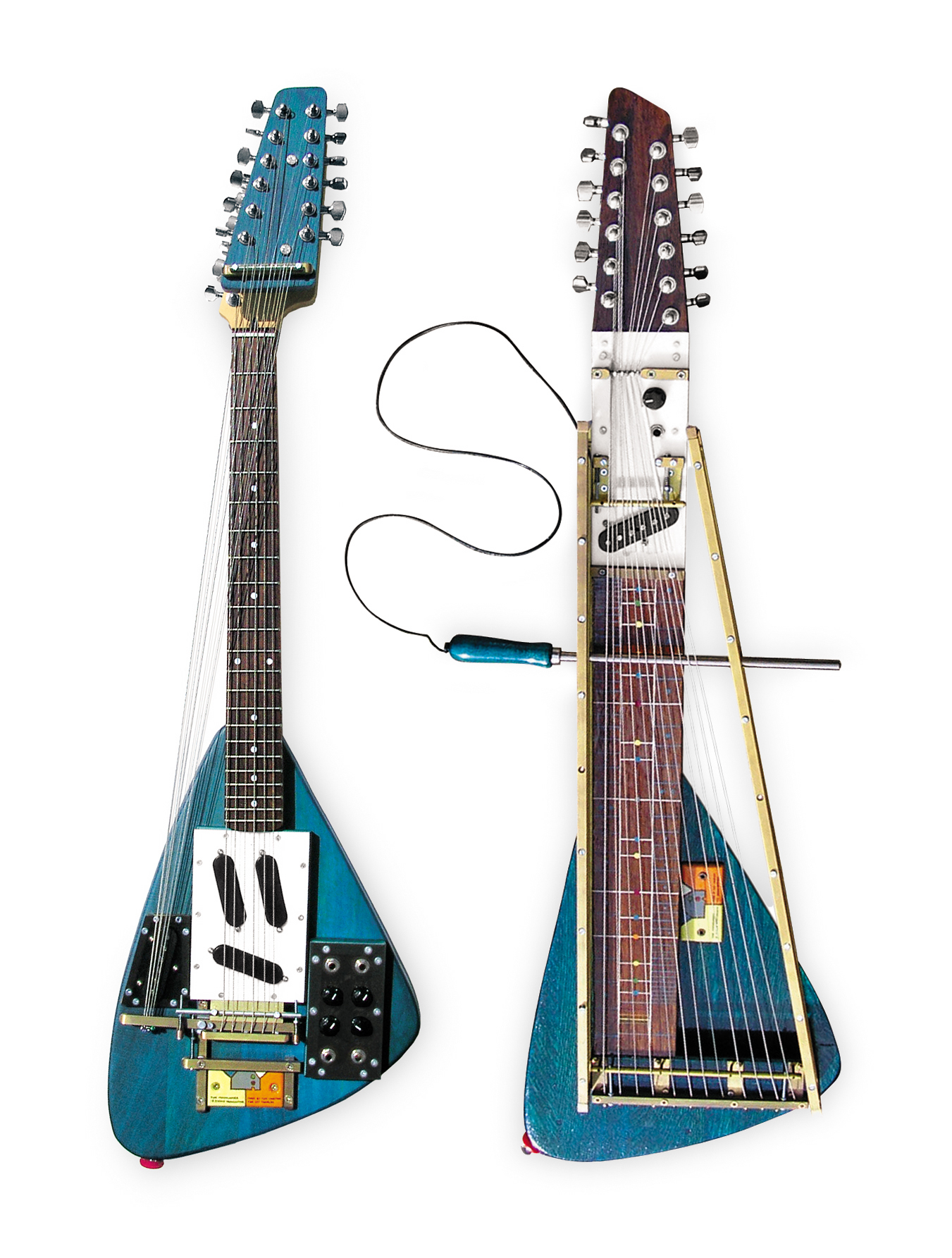
Moonlander & Moodswinger, Yuri Landman
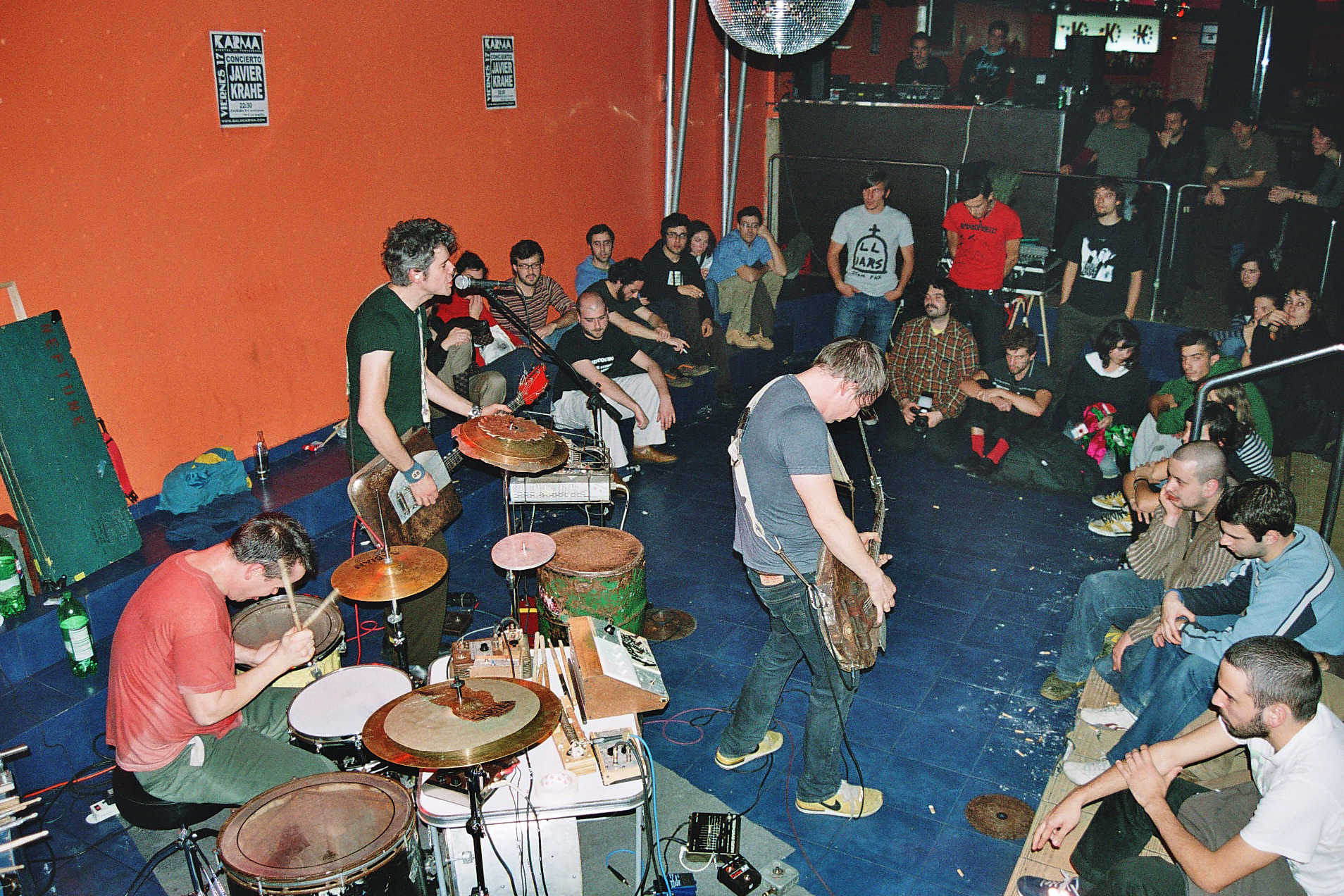
Neptune